# Edward Acquah
Edward Acquah (23 luglio 1935 – 5 ottobre 2011) è stato un calciatore ghanese, di ruolo attaccante.

## Carriera

### Nazionale
Ha segnato 45 reti con la Nazionale ghanese in sole 41 presenze. Con la nazionale ha partecipato alla vittoriosa Coppa delle nazioni africane 1963, disputatasi proprio in Ghana e alle Olimpiadi del 1964.

## Palmarès

### Club

#### Competizioni nazionali
- Campionato ghanese: 2

Eleven Wise: 1960
Real Republicans: 1962-1963
- Coppa di Ghana: 3

Real Republicans: 1962-1963, 1963-1964, 1964-1965

### Nazionale
- Coppa d'Africa: 1

Ghana 1963